# Чермянинов, Владимир Дмитриевич
Вла́димир Дми́триевич Чермяни́нов (29 мая 1929, Арамиль, СССР — 27 апреля 2009, Екатеринбург, Россия) — советский и российский театральный актёр. Народный артист Российской Федерации (1992).

## Биография
Родился в Арамиле Свердловской области. Окончил свердловскую школу № 1, также учился в музыкальной. Занимался в театральной студии при Свердловском драмтеатре.
В 1952 году окончил Ленинградский театральный институт имени А. Н. Островского, педагог — Н. К. Вальяно.
Работал в Башкирском республиканском русском драмтеатре, с 1962 года — в Челябинском театре имени С. М. Цвиллинга. В 1970 году во время гастролей с театром в Свердловске был приглашён перейти в труппу Свердловского государственного театра драмы.
Был председателем профкома Свердловской драмы, избирался депутатом Городского совета народных депутатов.
Похоронен в Екатеринбурге на Широкореченском кладбище.

### Семья
- жена — Вера Ильинична Чермянинова (род. 1929)
  - сын — Игорь Владимирович Чермянинов[4]

## Театральные работы
Башкирский республиканский русский драмтеатр
- «Тансулпан» К. Даяна — Ишмай

Челябинский театр имени С. М. Цвиллинга
- «Дело Артамоновых» по роману М. Горького — Алексей
- «Конармия» по произведению И. Бабеля — Афанасий Хлебников

Свердловский театр драмы
- «Аленький цветочек» С. Аксакова — Леший
- «Без вины виноватые» А. Островского — Нил Стратоныч Дудукин
- «Борис Годунов» А. Пушкина — Гаврила Пушкин, Пимен (1974), реж. Александр Соколов
- «Вишнёвый сад» А. Чехова — Фирс (2009), реж. Владимир Рубанов
- «Гнездо глухаря» В. Розова — Дзирелли (1979), реж. Александр Соколов
- «Деревья умирают стоя» А. Касона — Фернандо Бальбоа
- «Дорогая Памела» Дж. Патрика — Сол Боз
- «Завтра было вчера» Э. Олби — Врач
- «Золушка» Е. Шварца — Добрый волшебник
- «Игра с кошкой» И. Эркеня — Виктор Черемлени
- «Интервью в Буэнос-Айресе» Г. Боровика — генерал Хименес
- «Кабала святош» М. Булгакова — Шарлатан
- «Малахитовая шкатулка» П. Бажова — Жан Жаныч
- «Миллион в брачной корзине» Дж. Скарначчи и Р. Тарабузи — Барон Альфонсо Кьёчча
- «Миндаугас» Ю. Марцинкявичюса — Чёрный летописец, Даумантис (1972), реж. Александр Соколов
- «На всякого мудреца довольно простоты» А. Островского — Городулин
- «Остров сокровищ» по произведению Р. Стивенсона — сквайр Трелони
- «Плоды просвещения» Л. Толстого — Доктор (1978), реж. Александр Соколов
- «Поминальная молитва» Г. Горина — Лейзер-мясник
- «Проделки Ханумы» по мотивам пьесы А. Цагарели — князь Пантиашвили
- «Свалка» А. Дударева — Хитрый
- «Семейный ужин в половине второго» В. Павлова — Тихон
- «Сослуживцы» Э. Брагинского и Э. Рязанова — Самохвалов
- «Танго» С. Мрожека — Евгений (1990), реж. Владимир Каминский
- «Третья патетическая» Н. Погодина — Ипполит
- «Энергичные люди» В. Шукшина — Брюхатый (1976), реж. Александр Соколов

## Фильмография
- 1990 — Я объявляю вам войну / Марк Илерман
- 1991 — Группа риска / «Полкан», чиновник
- 2010 — Легенда острова Двид / смотритель аттракционов
- 2012 — Золото / судебный исполнитель

## Заслуги и награды
- Заслуженный артист РСФСР (1969)
- Народный артист Российской Федерации (20 ноября 1992) - за большие заслуги в области театрального искусства[5]
- Орден Почёта (27 декабря 2004 года)[6]
- Премия Правления Свердловского отделения СТД РФ (ВТО) «И мастерство, и вдохновение…» конкурса и фестиваля «Браво!» — 2008 — за высокое служение искусству (2009, посмертно)[7].